# Max Joseph von Pettenkofer
Max Joseph von Pettenkofer (Lichtenheim, 3 december 1818 - München, 9 februari 1901) was een Duitse scheikundige, hygiënist en apotheker uit Beieren. Hij staat bekend om zijn onderzoek naar praktische hygiëne, waarvoor hij zijn medische kennis combineerde met scheikunde, natuurkunde, techniek en statistiek. Dit maakte hygiëne het eerste interdisciplinaire medische onderzoeksveld. Door Von Pettenkofers aanmoedigingen voor betere sanering in steden en het correct laten afvoeren van rioolwater daalde het dodental als gevolg van epidemieën in steden als München aanzienlijk.
Naast publieke hygiëne hield hij zich onder andere bezig met onderzoek naar metalen en speelde ook een pioniersrol in het opkomende veld van kunstrestauratie met een regeneratiemethode voor vernissen.

## Biografie
Max von Pettenkofer werd op 3 december 1818 geboren in Lichtenheim, een klein plaatsje in Beieren nabij Ingolstadt. Hij had arme ouders, maar een oom was apotheker aan het koninklijk hof van Beieren en betaalde voor zijn opleiding aan een gymnasium. Hierna studeerde hij twee jaar aan de Universiteit van München en ging in de leer als apotheker op 21-jarige leeftijd. Met deze baan was hij niet tevreden en hij gaf ze op, waarna hij korte tijd ging acteren, maar na enkele maanden besloot hij toch naar München terug te keren om medicijnen te studeren waarin hij in 1843 een graad behaalde.
Hij besloot zich te wijden aan de wetenschap en kwam eerst in het laboratorium terecht van Scherer in Würzberg, en spendeerde de jaren 1844-1845 in Giessen, bij Justus von Liebig. Terwijl hij zich specialiseerde in de fysische scheikunde, ontdekte hij de aanwezigheid van creatinine in menselijke urine en ontwikkelde een test voor galzouten, sindsdien bekend als de "Pettenkofer Reactie". Na deze periode ging Von Pettekofer terug naar München waar hij een positie van assistent scheikundige kreeg, waarbij hij onderzoek verrichtte naar metalen. In 1847 werd hij professor in medische scheikunde te München en werd drie jaar later aangesteld als de directeur van de koninklijke Beierse Apotheek, een functie die hij tot 1896 bekleedde.
In 1850 presenteerde hij een onderzoek aan de Beierse Academie met daarin enkele grondbeginselen van het periodiek systeem, maar het belang van verder onderzoek werd niet ingezien. Ongeveer vanaf deze tijd begon hij zijn onderzoek toe te spitsen op hygiëne. In 1865 richtte hij het het eerste volledige professoraat voor hygiëne op en werd kort daarna president van de medische faculteit aan de Ludwig Maximilians-Universiteit. Ook publiceerde hij vanaf dat jaar het Zeitschrfit für Biologie in samenwerking met Carl von Voit en twee andere collega's. Dit werd tot 1883 gepubliceerd. Doordat het onderzoeksveld van de hygiëne belangrijker werd, richtte hij samen met professors Forster en Hofmann het Archiv für hygiene op. De onderzoeken die door Von Pettenkofer werden gepubliceerd richten zich over het algemeen op drie onderwerpen, namelijk nutritie, ziektes die epidemieën veroorzaken en luchtkwaliteit.
In 1878 volgde onder zijn toezicht de bouw van het laboratorium voor hygiëne. In zijn positie groeide Von Pettenkofer uit tot een publieke gezondheidsexpert en hij gaf advies voor de hygiënische sanering van de stad München. Hij organiseerde bijvoorbeeld een centraal slachthuis waar een goede hygiëne gewaarborgd kon worden, verzorgde de aanleg van een waterleidingsysteem zonder giftige loden pijpen, en vond een methode uit waarbij gas werd gewonnen uit hout, wat gebruikt kon worden voor verlichting in de stad.
In 1894 zegde hij zijn presidentschap aan de medische faculteit op en kort daarna ook het hoofdredacteurschap van Archiv für hygiene, omdat hij voelde dit fysiek niet meer aan te kunnen. Nadat na een 45-jarig huwelijk zijn vrouw overleed en daarnaast drie van zijn vijf kinderen ook al waren overleden, kwam Von Pettenkofer in een depressie terecht. Begin 1901 kreeg hij een ernstige keelinfectie waarna hij op 10 februari zelfmoord pleegde.

## Invloed op kunstrestauratie
Naast zijn vernieuwende werk in de hygiëne introduceerde Von Pettenkofer als eerste natuurwetenschappelijke onderzoeksmethoden in de discipline van kunstrestauratie. Hij was tegen het reinigen van schilderijen, omdat dit te veel gevaar opleverde. In plaats daarvan stelde hij een methode voor waarbij zogenaamde blind geslagen vernissen geregenereerd kunnen worden in regeneratiekasten. Hij stelde dat bindmiddel in vernis over de loop van tijd zou gaan craqueleren onder de invloed van zuurstof, waardoor de kwaliteit van het vernis afnam en wazig werd. De visuele verslechtering van het vernis was dus een fysisch en niet een chemisch proces. Om dit tegen te gaan ontwikkelde hij een regeneratiekast waarin doeken, doordrenkt met alcohol en copaibahars waren aangebracht. De alcoholdampen werkten op het vernis in, waarna deze terug ging conglomereren.
Aanvankelijk werd deze nieuwe methode met enthousiasme ontvangen, maar er bleken ook nadelen aanwezig te zijn. Zo konden gevoelige lagen op een schilderij worden aangetast en bij een onjuiste uitvoering kon er een niet omkeerbare binding ontstaan tussen de vernislaag en de verflaag. Verder was het geen definitieve oplossing, omdat de vernis na verloop van tijd weer zou verouderen.
In Nederland werd deze methode enthousiast gevolgd door de vooraanstaande restaurator Willem Anthonij Hopman. Meerdere schilderijen in het Rijksmuseum werden met deze methode behandeld, waaronder De Nachtwacht van Rembrandt in 1889. Hierbij kwam het nadeel naar voren dat de ingreep slechts tijdelijk effect had, en in de periode tot 1936 werd dezelfde behandeling nog achtmaal op het schilderij uitgevoerd. Iedere behandeling werkte minder effectief dan de vorige en bij de laatste behandeling vond geen conglomeratie van het vernis meer plaats.
- Bibsys: 2036360
- Biblioteca Nacional de España: XX1397014
- Bibliothèque nationale de France: cb150995844 (data)
- CiNii: DA01075763
- Gemeinsame Normdatei: 118593404
- International Standard Name Identifier: 0000 0001 1047 6609
- Library of Congress Control Number: n2008046889
- Bibliotheek van het Japanse parlement: 01091619
- Nationale Bibliotheek van Tsjechië: nlk20000085393
- Nationale Bibliotheek van Israël: 987007273298505171
- Nationale Bibliotheek van Polen: a0000001138727
- Nederlandse Thesaurus van Auteursnamen: 074287923
- Réseau des bibliothèques de Suisse occidentale: 02-A018119770
- LIBRIS: 295544
- SNAC: w6dj8j89
- Système universitaire de documentation: 119075342
- Union List of Artist Names: 500323970
- Virtual International Authority File: 27359985
- WorldCat: E39PBJvRWdpQWTVF8cJvwKDrMP